# 聰巴赫河
47°20′50″N 9°23′45″E / 47.34717°N 9.39595°E
聰巴赫河是瑞士的河流，位於該國東北部，流經外羅得阿彭策爾州，處於瑞士高原地區，屬於錫特河的右支流，河道全長2.7公里，流域面積2.6平方公里。